# Francesco Zappa
Francesco Zappa (Milano, 1717 – L'Aia, 1803) è stato un violoncellista e compositore italiano.
Virtuoso del violoncello, Zappa compose per lo più musica da camera, nelle forma del trio a due violini e basso, ma ci sono giunte anche sinfonie, sonate e romanze.

## Biografia
Della vita di Francesco Zappa non si sa molto: le informazioni disponibili provengono per lo più dai frontespizi delle sue stampe e manoscritti.
Zappa fu inizialmente al servizio del siciliano Conte Catani, al quale dedicò la sua prima opera, 6 Trio e due violini e basso. Successivamente lavorò per il Principe Edward, Duca di York e Albany, dandogli lezioni di musica durante il suo soggiorno italiano, dal novembre del 1763 a metà del 1764. Quando il Duca morì nel 1767, Zappa era suo Maestro di Musica, come si legge sul frontespizio dei 6 Trio Opera II.
Nel 1771 la sua attività concertistica fu molto intensa in tutta Europa: ottenne grandi successi a Danzica e, il 22 settembre, a Francoforte. Secondo Mendel (1879), fece un altro tour in Germania nel 1781 e con le sue note dolci e melodiose riuscì a stupire tutti gli ascoltatori.
Intorno al 1780 Zappa fu attivo come Maestro di Musica a L'Aia, come riportato sul manoscritto del suo Quartetto concertante del 1788.
In parecchi documenti ufficiali si definì "da Milano". Morì a l'Aia nel 1803 all'età di 85 anni (Gemeente Archief Den Haag: Overlijdens-en-begraaf  - Registro morte e sepoltura).

## Eredità
Nel 1984 uscì quella che è stata definita «la sua prima registrazione digitale in oltre 200 anni»: il compositore statunitense Frank Zappa, suo lontano parente, riarrangiò infatti le Opere I e IV di Francesco Zappa su Synclavier, contenute nell'album Francesco Zappa (1984) su CD e LP.
Nel 2005, Simon Murphy con la New Dutch Academy ha inciso la prima esecuzione moderna delle opere di Francesco Zappa con strumenti d'epoca, con il cd Zappa Symphonies. Lo stesso direttore con la medesima orchestra, nel 2009, ha inciso  la Sinfonia in Si bemolle maggiore (detta "Sinfonia con violoncello") di Francesco Zappa in un CD dedicato ad opere scritte durante la permanenza nei Paesi Bassi da diversi compositori del periodo classico. 
Nel 2012, Vanni Moretto, con la sua Atalanta Fugiens, ha inciso le 6 Sinfonie del periodo parigino per l'etichetta Deutsche Harmonia Mundi.

## Le opere
- Duetti:
  - 6 Duo (violino, violoncello/violino) (Parigi, n.d.)
  - Duo per 2 violoncelli, Ms., m. 5740, Sammlung Hausbibliothek
- Trio a due violini e basso:
  - 6 Trio (Londra, 1765) - Opera 1 (L'Aia, n.d.)
  - 6 Trio - Opera 2 (Londra, ca. 1767)
  - 6 Trio - Opera 3 (Parigi, n.d.)
  - 6 Trio - Opera 4 (Londra, n.d.)
  - 6 Sonate à deux Violons & Basse, (L'Aia, n.d.), Sammlung Thulemeyer
- Altre opere: 
  - 6 Sonate per clavicembalo e violino, Opera 6 (Parigi 1776), citate da Mendel (1879)
  - 6 Sinfonie (Parigi, n.d.)
  - 2 Romanze, 1 violino, piano - Opera 4 (L'Aia, n.d.)
  - Sonata per violoncello, Mus. ms. 23490, Berlino Stiftung Preußischer Kulturbesitz
  - Sinfonia con Violoncello obbligato No. 1 per 2 violini, viola, violoncello obbligato, 2 oboi, 2 corni, Ms., m. 5737, Sammlung Hausbibliothek
  - Quartetto Concertante per 2 violini, viola, violoncello, "composta all Aya li 8 Luglio 1788," Ms. m. 5740, Sammlung Hausbibliothek
  - 7 brani, 2 per piano, 5 per 1 violino, piano - Opera 11 (L'Aia, n.d.)
  - 2 Sonata à tre per violino, violoncello obbligato, basso, in Early Cello Series, xxiii (Londra, 1983)